# Веспрем
 Тази статия е за града в Унгария.  За областта вижте Веспрем (област).  
Веспрем (на унгарски: Veszprém) е град в Западна Унгария, административен център на едноименната област Веспрем. Веспрем е с население от 59 754 жители (по приблизителна оценка за януари 2018 г.). и площ от 126,93 км². Пощенският код му е 8200, а телефонният 88. Намира се на около 15 км северно от езерото Балатон и на 110 км западно от Будапеща.

## Известни личности
Родени във Веспрем
- Тибор Наврачич (р. 1966), политик